# ایمبه (برزیل)
ایمبه (به پرتغالی: Imbé) یک منطقهٔ مسکونی در برزیل است که در ریو گرانده جنوبی واقع شده‌است. ایمبه ۲۳٬۲۷۱ نفر جمعیت دارد.